# Lamo-Kloster
Das Lamo-Kloster (tib. La mo dgon pa; chinesisch 拉穆寺, Pinyin Lamu si; engl. Lamo Monastery) ist ein buddhistisches Kloster der Gelug-Schule (Gelbmützen) im Kreis Tagtse von Lhasa des Autonomen Gebiets Tibet der Volksrepublik China. Es liegt ca. 50 km nordöstlich von Lhasa und ist einer der ersten Schreine, die von den Anhängern Lumes nach seiner Rückkehr nach „Zentraltibet“ errichtet wurden.

### Chinesische Weblinks
- Lamu si
- Lamu si
- Gelupai siyuan - Lamu si